# Ignazio Sanna

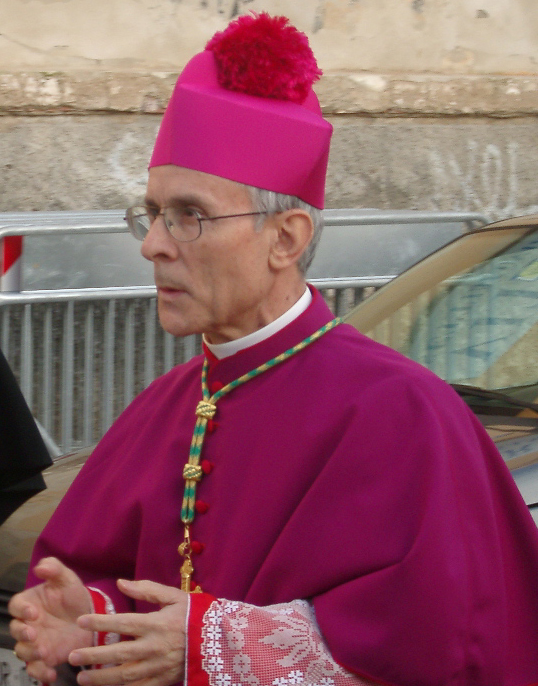
Erzbischof Ignazio Sanna

Erzbischofswappen

Ignazio Sanna (* 20. Februar 1942 in Orune, Provinz Nuoro, Italien) ist ein italienischer Geistlicher und emeritierter römisch-katholischer Erzbischof von Oristano. Er war von 2019 bis 2022 Präsident der Päpstlichen Akademie für Theologie.

## Leben
Ignazio Sanna empfing am 11. März 1967 das Sakrament der Priesterweihe.
Am 22. April 2006 ernannte ihn Papst Benedikt XVI. zum Erzbischof von Oristano. Der Kardinalvikar des Bistums Rom, Camillo Kardinal Ruini, spendete ihm am 25. Juni desselben Jahres die Bischofsweihe; Mitkonsekratoren waren der Weihbischof in Rom, Rino Fisichella, und der emeritierte Erzbischof von Oristano, Pier Giuliano Tiddia.
Papst Franziskus nahm am 4. Mai 2019 seinen altersbedingten Rücktritt an.
Ignazio Sanna ist Mitglied der Päpstlichen Akademie für Theologie, deren Präsident er von 2019 bis 2022 war.